# Клоштар-Подравски
Кло́штар-По́дравски (хорв. Kloštar Podravski) — община с центром в одноимённом посёлке на севере Хорватии, в Копривницко-Крижевацкой жупании. Население — 1535 человек в самом посёлке и 3303 человека во всей общине (2011). Подавляющее большинство населения — хорваты (99 %). В состав общины, кроме Клоштара-Подравски, входят ещё 4 деревни.
Клоштар-Подравски находится в 8 км на юго-восток от Джурджеваца. Рядом с ним проходит административная граница с Вировитицко-Подравской жупанией. Через посёлок проходит шоссе D2 Вараждин — Копривница — Осиек. Ближайшая железнодорожная станция Клоштар на линии Копривница — Осиек находится в километре от посёлка. Название посёлка в переводе означает Подравинский монастырь.
Территория общины расположена на плодородной Подравинской низменности, посёлок Клоштар-Подравски окружён сельскохозяйственными угодьями, большинство жителей занято в сельском хозяйстве.
В Средние века Клоштар-Подравски был существенно более важным поселением, чем сейчас. Первоначально он носил название Горбоног (Gorbonog) и впервые упомянут под этим названием в 1343 году. Францисканский монастырь, от которого посёлок получил современное название существовал с конца XIII века по 1552 год, когда он, как и само поселение Горбоног, было полностью разорено турками. Посёлок был заново отстроен после освобождения от турок в конце XVII века, в 1702 году восстановлена христианская община и была возведена церковь Святого Бенедикта.